# Greg Somerville
Pour les articles homonymes, voir Somerville.

a Compétitions nationales et continentales officielles uniquement.

b Matchs officiels uniquement.
Dernière mise à jour le 1er février 2016.
Greg Mardon Somerville, né le 28 novembre 1977 à Wairoa, est un ancien joueur de rugby à XV international néo-zélandais évoluant au poste de pilier.

## Carrière

### En club
Il débute en NPC avec la province de Canterbury en 1998. Il découvre le Super 12 avec les Crusaders lors de la saison 1999 avec un premier match contre les Waikato Chiefs. À la fin de l'année 2006, le joueur se blesse gravement au tendon d'achille et subit deux opérations. Il ne joue donc pas la saison de super 14. En dix ans, il remporte six fois la compétition en huit finales avec la franchise néo-zélandaise. En décembre 2008, il rejoint l'équipe anglaise de Gloucester RFC pour jouer pendant deux ans et demi dans le championnat anglais. Il joue deux rencontres et se blesse à l'œil. Il est alors opéré de la rétine et ne retrouve la compétition que fin janvier 2009. Cette même année, il atteint la finale de la coupe anglo-galloise mais Gloucester s'incline lourdement contre les Cardiff Blues en encaissant sept essais.
Il prend sa retraite en 2011 après avoir joué une dernière saison avec la franchise australienne de Super Rugby des Melbourne Rebels.

### En équipe nationale
Il est membre de l'équipe de Nouvelle-Zélande des moins de 19 ans en 1996, des moins de 21 ans en 1997 et 1998. Il obtient sa première cape le 16 juin 2000 lors d'un test match contre les Tonga. Depuis lors, c’est un pilier dans tous les sens du terme de l'équipe des All-Blacks. Il remporte cinq fois le Tri-nations et participe à deux coupes du monde. Il joue notamment un rôle actif avec les Blacks lors de la coupe du monde de 2003 : il est titulaire lors de six des sept matchs disputés par son équipe nationale. Il termine troisième de la compétition en battant l'équipe de France en petite finale. Lors de l'édition 2007, il ne joue que deux matchs de poule contre le Portugal et la Roumanie car il revient d'une longue absence à la suite de sa blessure au tendon d'achille. Il attend sa 43e sélection pour marquer son premier essai en noir lors d'un test match contre les Fidji le 10 juin 2005. Lors du match des Tri-nations contre l'Afrique du Sud le 16 août 2008, il devient le pilier le plus capé de l'histoire des All-Blacks passant devant Craig Dowd et ses 62 sélections.

## Statistiques en équipe nationale
De 2000 à 2008, Greg Somerville compte 66 sélections avec les All-Blacks, inscrivant 5 points, soit 1 essai. Avec les Kiwis, il dispute deux Coupe du monde en 2003 (6 matchs) et en 2007 (2 matchs). Il participe à huit éditions du Tri-nations en 2000, 2001, 2002, 2003, 2004, 2005, 2006 et 2008. Il compte 6 sélections en 2000, 10 en 2001, 6 en 2002, 12 en 2003, 8 en 2004, 8 en 2005, 6 en 2006, 2 en 2007 et 9 en 2008.

## Palmarès

### En Club et Province
Canterbury
- Vainqueur de la National Provincial Championship en 2001, 2004 et 2008

Crusaders
- Vainqueur du Super 12 en 1999, 2002 et 2005
- Vainqueur du Super 14 en 2006 et 2008
- Finaliste du Super 12 en 2003 et 2004

Gloucester RFC
- Finaliste de la coupe anglaise en 2009 et 2010

### En équipe nationale
Tri-nations
- Vainqueur du tournoi en 2002, 2003, 2005, 2006, 2008

Coupe du monde
- Troisième en 2003